# Aligia bifurcata
Aligia bifurcata är en insektsart som beskrevs av Hepner 1939. Aligia bifurcata ingår i släktet Aligia och familjen dvärgstritar. Inga underarter finns listade i Catalogue of Life.